# Greatest Hits (2Pac)
Greatest Hits is een dubbel-album van de grootste hits van wijlen rapper 2Pac, uitgebracht op 24 november 1998 door Death Row Records. Het album bevat 21 populaire hits, sommige iets aangepast om juridische redenen, vergezeld van vier nieuwe nummers als "God Bless the Dead", "Unconditional Love", "Troublesome '96" en "Changes", sindsdien een van de bekendste nummers van 2Pac.
Het album bereikte de derde plaats in de Billboard 200. Volgens Billboard Soundscan, zijn er 10 miljoen exemplaren van het album verkocht, waardoor het een van de beste verkopers is in het genre.

## Nummers
Disc 1:
1. "Keep Ya Head Up" – 4:24
2. "2 of Amerikaz Most Wanted" (met Snoop Dogg) – 4:07
3. "Temptations" – 5:02
4. "God Bless the Dead" (met Stretch) – 4:22 - (onuitgegeven)
5. "Hail Mary" (met Outlawz, Prince Ital Joe) – 5:12
6. "Me Against the World" (met Dramacydal) – 4:39
7. "How Do U Want It?" (met K-Ci & JoJo) – 4:48
8. "So Many Tears" – 3:58
9. "Unconditional Love" – 3:59 - (onuitgegeven)
10. "Trapped" – 4:45  (Enkele lyrics van de originele versie zijn gecensureerd)
11. "Life Goes On" – 5:02
12. "Hit 'Em Up" (met Outlawz) – 5:12

Disc 2:
1. "Troublesome '96" – 4:36 - (onuitgegeven)
2. "Brenda's Got a Baby" (met Dave Hollister) – 3:54
3. "I Ain't Mad at Cha" (met Danny Boy) – 4:56
4. "I Get Around" (met Digital Underground) – 4:54
5. "Changes" (met Talent) – 4:29 - (onuitgegeven)
6. "California Love (Original Version)" (met Dr. Dre, Roger Troutman) – 4:45
7. "Picture Me Rollin'" (met Danny Boy, CPO, Big Syke) – 5:15
8. "How Long Will They Mourn Me?" (met Thug Life & Nate Dogg) – 3:52
9. "Toss It Up" (met K-Ci & JoJo, Danny Boy, Aaron Hall) – 4:43 (Een nieuwe mix met sommige teksten veranderd)
10. "Dear Mama" – 4:40
11. "All Bout U" (met Nate Dogg, Top Dogg, Outlawz) – 4:33 (Gewijzigd ten opzichte van de oorspronkelijke versie van het album)
12. "To Live & Die in L.A." (met Val Young) – 4:33
13. "Heartz of Men" – 4:41

## Charts
| Jaar | Album         | Hoogste positie | Hoogste positie        | Hoogste positie           |
| Jaar | Album         | Billboard 200   | Top R&B/Hip Hop Albums | Nederlandse Album Top 100 |
| 1998 | Greatest Hits | 3               | 1                      | 1                         |